# IWA Mid-South Light Heavyweight Championship
O IWA Mid-South Light Heavyweight Championship é um dos títulos principais da Independent Wrestling Association Mid-South. O título foi introduzido como Lightweight Title em 1996.
|  |

## História do título
| Wrestler:                                                                           | Vezes: | Data:                   | Lugar:                     | Notas: |
| ----------------------------------------------------------------------------------- | ------ | ----------------------- | -------------------------- | --- |
| American Kickboxer                                                                  | 1      | 6 de janeiro de 1996    | New Albany, Indiana        | Derrotou El Perro para se transformar no primeiro campeão                                                                    |
| El Perro (Tarek The Great)                                                          | 1      | 17 de outubro de 1996   | Louisville, Kentucky       | |
| American Kickboxer                                                                  | 2      | 31 de outubro de 1996   | Louisville, Kentucky       | Ganhou uma luta 'máscara vs. máscara" contra Perro, que ao ser desmascarado revelou-se como sendo Tarek the Great.           |
| Tarek the Great                                                                     | 2      | 1996                    | Louisville, Kentucky       | |
| Wild Child                                                                          | 1      | 28 de novembro de 1996  | Louisville, Kentucky       | |
| Tarek the Great                                                                     | 3      | 5 de dezembro de 1996   | Louisville, Kentucky       | |
| American Kickboxer                                                                  | 3      | Data desconhecida       | Louisville, Kentucky       | |
| Tarek the Great                                                                     | 4      | 20 de fevereiro de 1997 | Louisville, Kentucky       | |
| American Kickboxer                                                                  | 4      | 27 de fevereiro de 1997 | Louisville, Kentucky       | |
| Tarek the Great                                                                     | 5      | 5 de março de 1997      | Campbellsville, Kentucky   | |
| American Kickboxer                                                                  | 5      | 6 de março de 1997      | Louisville, Kentucky       | |
| Tarek the Great                                                                     | 6      | 12 de março de 1997     | Louisville, Kentucky       | |
| American Kickboxer                                                                  | 6      | 13 de março de 1997     | Louisville, Kentucky       | |
| Danny Dee                                                                           | 1      | 27 de março de 1997     | Louisville, Kentucky       | |
| Wild Child                                                                          | 2      | 10 de abril de 1997     | Louisville, Kentucky       | Ganho em uma luta '4-way'.                                                                                                   |
| Bull Pain                                                                           | 1      | 10 de abril de 1997     | Louisville, Kentucky       | |
| American Kickboxer                                                                  | 7      | 15 de maio de 1997      | Louisville, Kentucky       | Derrotando J.C. Ice. |
| Tarek the Great                                                                     | 7      | 5 de junho de 1997      | Louisville, Kentucky       | |
| Tyrin                                                                               | 1      | 12 de junho de 1997     | Louisville, Kentucky       | |
| JC Ice                                                                              | 1      | 12 de junho 1997        | Louisville, Kentucky       | |
| Tyrin                                                                               | 2      | 3 de julho de 1997      | Louisville, Kentucky       | |
| American Kickboxer                                                                  | 8      | 19 de julho 1997        | Louisville, Kentucky       | |
| Tarek the Great                                                                     | 8      | 1 de agosto de 1997     | Louisville, Kentucky       | |
| Reckless Youth                                                                      | 1      | 4 de setembro de 1997   | Louisville, Kentucky       | Derrotando The American Kickboxer.                                                                                           |
| American Kickboxer                                                                  | 9      | 8 de novembro de 1997   | Lexington, Kentucky        | Ganhando uma luta '3-way'.                                                                                                   |
| Twiggy Ramirez                                                                      | 1      | 27 de novembro de 1997  | Louisville, Kentucky       | |
| Tarek the Great                                                                     | 9      | 26 de março de 1998     | Louisville, Kentucky       | Derrotando The American Kickboxer e The Suicide Kid numa luta '3-way'.                                                       |
| The Suicide Kid                                                                     | 1      | 2 de abril de 1998      | Louisville, Kentucky       | Derrotando The American Kickboxer.                                                                                           |
| Tarek the Great                                                                     | 10     | 3 de abril de 1998      | Scottsburg, Indiana        | |
| Tyrin                                                                               | 3      | 30 de abril de 1998     | Louisville, Kentucky       | |
| Harry Palmer                                                                        | 1      | 30 de abril de 1998     | Louisville, Kentucky       | |
| Mike Sensation                                                                      | 1      | 11 de junho de 1998     | Louisville, Kentucky       | |
| Se torna "Light Heavyweight Championship."                                          |        |                         |                            | |
| Cash Flo                                                                            | 1      | 25 de junho 1998        | Louisville, Kentucky       | |
| Adam Pearce                                                                         | 1      | 30 de julho de 1998     | Louisville, Kentucky       | |
| BDL                                                                                 | 1      | 7 de janeiro de 1999    | Louisville, Kentucky       | Derrotando Twiggy Ramirez e The Suicide Kid numa luta '3-way'.                                                               |
| Harry Palmer                                                                        | 1      | 2 de fevereiro de 1999  | Louisville, Kentucky       | |
| Suicide Kid                                                                         | 2      | 29 de abril de 1999     | Salem, Indiana             | |
| J Prodigy (BDL)                                                                     | 2      | Data desconhecida       | Louisville, Kentucky       | |
| Harry Palmer                                                                        | 3      | 4 de fevereiro de 2000  | Charlestown, Indiana       | |
| Ninguém ficou com o cinturão depois de uma revanche no dia 23 de fevereiro de 2000. |        |                         |                            | |
| Mike Sensation                                                                      | 2      | 4 de março de 2000      | Charlestown, Indiana       | Recebeu |
| Hy-Zya                                                                              | 1      | 4 de março de 2000      | Charlestown, Indiana       | |
| American Kickboxer                                                                  | 10     | 4 de março de 2000      | Charlestown, Indiana       | |
| Hy-Zya                                                                              | 2      | 1º de abril de 2000     | Charlestown, Indiana       | |
| Vago.                                                                               |        |                         |                            | |
| Suicide Kid                                                                         | 3      | 22 de abril de 2000     | Charlestown, Indiana       | Derrotou Prophet Daniel Quinn em um torneio.                                                                                 |
| Paul E. Smooth                                                                      | 1      | 15 de julho de 2000     | Charlestown, Indiana       | |
| Prophet Daniel Quinn                                                                | 1      | 5 de agosto de 2000     | Charlestown, Indiana       | |
| Hy-Zya                                                                              | 3      | 30 de agosto de 2000    | Charlestown, Indiana       | |
| Richard X                                                                           | 1      | 23 de setembro de 2000  | Charlestown, Indiana       | |
| Hy-Zya                                                                              | 4      | 30 de setembro de 2000  | Charlestown, Indiana       | |
| Richard X                                                                           | 2      | 13 de outubro de 2000   | Charlestown, Indiana       | |
| Vago.                                                                               |        |                         |                            | |
| Hy-Zya                                                                              | 5      | 16 de dezembro de 2000  | Charlestown, Indiana       | Derrotou Todd Morton. |
| Mark Wolf                                                                           | 1      | 20 de dezembro de 2000  | Charlestown, Indiana       | |
| Paul E. Smooth                                                                      | 2      | 29 de dezembro de 2000  | Charlestown, Indiana       | |
| Mark Wolf                                                                           | 2      | 30 de dezembro de 2000  | Charlestown, Indiana       | |
| Paul E. Smooth                                                                      | 3      | 10 de janeiro de 2001   | Charlestown, Indiana       | |
| Hy-Zya                                                                              | 6      | 7 de abril de 2001      | Charlestown, Indiana       | |
| Mark Wolf                                                                           | 3      | 6 de maio de 2001       | Charlestown, Indiana       | Derrotou Hy-Zaya e Richard X em uma luta '3-way'.                                                                            |
| CM Punk                                                                             | 1      | 9 de junho de 2001      | Charlestown, Indiana       | |
| Tarek the Great                                                                     | 11     | 14 de julho de 2001     | Charlestown, Indiana       | |
| Mark Wolf                                                                           | 4      | 29 de setembro de 2001  | Charlestown, Indiana       | Derrotou Tarek e Hy-Zya em uma luta '3-way'.                                                                                 |
| Tarek the Great                                                                     | 12     | 6 de outubro de 2001    | Charlestown, Indiana       | |
| CM Punk                                                                             | 2      | 3 de novembro de 2001   | Charlestown, Indiana       | |
| Kurt Krueger                                                                        | 1      | 1º de fevereiro de 2002 | Charlestown, Indiana       | Derrotou Cuefa na final de um torneio.                                                                                       |
| Ace Steel                                                                           | 1      | 8 de fevereiro de 2002  | Indianapolis, Indiana      | |
| Vic Capri                                                                           | 1      | 8 de março de 2002      | Charlestown, Indiana       | |
| Ace Steel                                                                           | 2      | 3 de maio de 2002       | Clarksville, Indiana       | |
| Vago.                                                                               |        |                         |                            | |
| Kurt Krueger                                                                        | 2      | 3 de agosto de 2002     | Clarksville, Indiana       | Derrotou Tarek the Great na final de um torneio.                                                                             |
| Nate Webb                                                                           | 1      | 5 de outubro de 2002    | Clarksville, Indiana       | |
| Danny Daniels                                                                       | 1      | 16 de novembro de 2002  | Clarksville, Indiana       | |
| Shark Boy                                                                           | 1      | 28 de dezembro de 2002  | Clarksville, Indiana       | |
| Nate Webb                                                                           | 2      | 11 de março de 2003     | Clarksville, Indiana       | |
| J. C. Bailey                                                                        | 1      | 29 de março de 2003     | Clarksville, Indiana       | |
| Michael Todd Stratton (Todd Morton)                                                 | 1      | 24 de maio de 2003      | Clarksville, Indiana       | |
| J.C. Bailey                                                                         | 2      | 31 de maio de 2003      | Clarksville, Indiana       | |
| Sonjay Dutt                                                                         | 1      | 9 de agosto de 2003     | Philadelphia, Pennsylvania | |
| J.C. Bailey                                                                         | 3      | 21 de novembro de 2003  | Highland, Indiana          | Derrotou Sonjay Dutt e Nate Webb numa luta '3-way'.                                                                          |
| Matt Sydal                                                                          | 1      | 17 de janeiro de 2004   | Highland, Indiana          | |
| Delirious                                                                           | 1      | 26 de junho de 2004     | Oolitic, Indiana           | |
| No dia 21 de agosto de 2004 em Highland, Indiana a luta acabou com um 'double pin'. |        |                         |                            | |
| Jimmy Jacobs                                                                        | 1      | 17 de setembro de 2004  | Highland, Indiana          | Derrotou Delirious em uma ladder match                                                                                       |
| Delirious                                                                           | 2      | 12 de dezembro de 2004  | Highland, Indiana          | |
| Josh Abercrombie                                                                    | 1      | 11 de junho de 2005     | Philadelphia, Pennsylvania | |
| Tyler Black                                                                         | 1      | 15 de outubro de 2005   | Midlothian, Illinois       | Derrotando Abercrombie numa série de 'melhor-de-7'.                                                                          |
| Josh Abercrombie                                                                    | 2      | 21 de janeiro de 2006   | Midlothian, Illinois       | |
| Brandon Thomaselli                                                                  | 1      | 14 de abril de 2007     | Shelbyville, Indiana       | |
| Chuck Taylor                                                                        | 1      | 31 de agosto de 2007    | Midlothian, Illinois       | |
| Mike Quackenbush                                                                    | 1      | 1 de setembro de 2007   | Pelham, Alabama            | |
| Chuck Taylor                                                                        | 2      | 7 de dezembro de 2007   | Plainfield, Illinois       | Derrotando Quackenbush em uma luta envolvendo também Chris Hero e Eddie Kingston.                                            |
| Jason Hades                                                                         | 1      | 12 de abril de 2008     | Joliet, Illinois           | |
| Dingo                                                                               | 1      | Data desconhecida       | Joliet, Illinois           | |
| Quick Carter Gray                                                                   | 1      | 17 de janeiro de 2009   | Joliet, Illinois           | |
| Jimmy Jacobs                                                                        | 2      | 7 de março de 2009      | Joliet, Illinois           | |
| Jason Hades                                                                         | 2      | 5 de junho de 2009      | Joliet, Illinois           | |
| Ryan Phoenix                                                                        | 1      | 19 de fevereiro de 2010 | Bellevue, Illinois         | |
| Jaysin Strife                                                                       | 1      | 26 de junho de 2010     | Bellevue, Illinois         | Foi uma luta sem desqualificações. Matt Cage, Hunter Matthews e Markus Crane derubaram Phoenix para Strife ganhar a vitória. |